# 루반군

돌니실롱스크주 지도에 표시된 루반군의 위치

루반군(폴란드어: powiat lubański)은 폴란드 돌니실롱스크주에 위치한 군으로 군청 소재지는 루반이며 면적은 428.19km2, 인구는 54,493명(2019년 6월 30일 기준), 인구 밀도는 130명/km2이다.
서쪽으로는 즈고젤레츠군, 북동쪽으로는 볼레스와비에츠군, 동쪽으로는 르부베크군과 접하며 남쪽으로는 체코와 국경을 접한다. 7개 지방 자치체(2개 도시, 2개 도시형 농촌, 3개 농촌)를 관할한다.

군기
군 문장